# 8414 Atsuko
8414 Atsuko este un asteroid din centura principală de asteroizi.

## Descriere
8414 Atsuko este un asteroid din centura principală de asteroizi. A fost descoperit pe 9 octombrie 1996 la Kushiro de Seiji Ueda și Hiroshi Kaneda. Asteroidul prezintă o orbită caracterizată de o semiaxă mare de 2,39 ua, o excentricitate de 0,11 și o înclinație de 2,2° în raport cu ecliptica.